# Cvetežar
Cvetežar je priimek v Sloveniji, ki ga je po podatkih Statističnega urada Republike Slovenije na dan 1. januarja 2010 uporabljalo 28 oseb in je med vsemi priimki po pogostosti uporabe uvrščen na 10.804. mesto.

## Znani nosilci priimka
- Jelka Cvetežar (1931—2002), pevka zabavne glasbe
- Maša Cvetežar, okoljska aktivistka